# Birgir Ármannsson

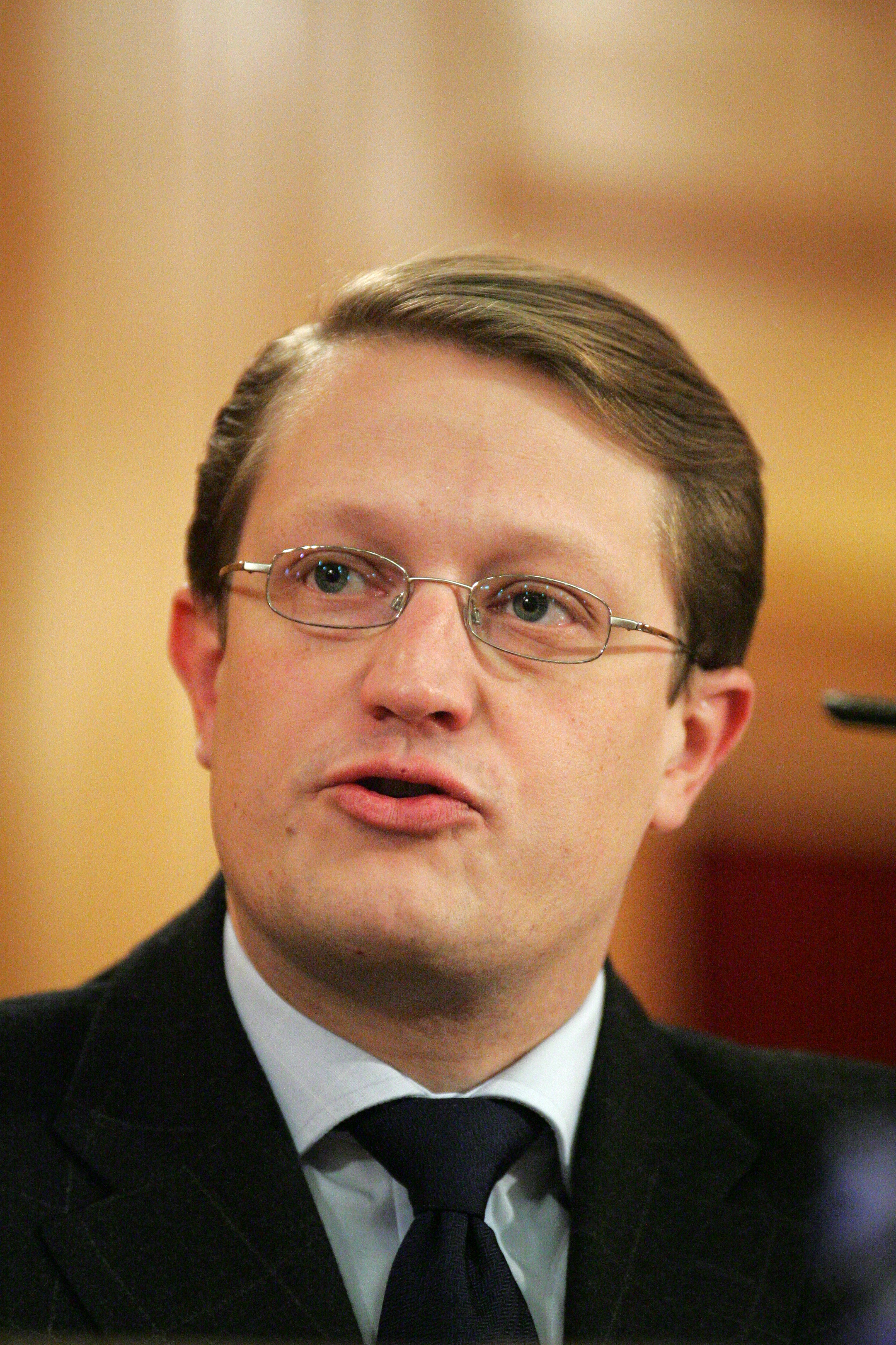
Birgir Ármannsson

Birgir Ármannsson (* 12. Juni 1968 in Reykjavík) ist ein isländischer Politiker (Unabhängigkeitspartei). Er gehört seit 2003 dem isländischen Parlament Althing an und war von 2017 bis 2021 Fraktionsvorsitzender der Unabhängigkeitspartei im Althing. Seit 2021 ist er Parlamentspräsident. 

## Leben
Der Jurist Birgir Ármannsson ist seit 2003 Abgeordneter des isländischen Parlaments Althing, zunächst für den Wahlkreis Reykjavík-Süd, von 2013 bis 2021 für den Wahlkreis Reykjavík-Nord und seit 2021 wieder für Reykjavík-Süd. Vor seiner Wahl ins Parlament war er unter anderem als Journalist beim Morgunblaðið und in verschiedenen Funktionen bei der Isländischen Handelskammer tätig. Zuletzt war er stellvertretender Geschäftsführer der Handelskammer. In den Jahren 2003–2007 und 2016–2017 war Birgir einer der Vizesprecher des Parlaments. Von 2017 bis 2021 war er Fraktionsvorsitzender der Unabhängigkeitspartei im Althing. Er gehörte wechselnden parlamentarischen Ausschüssen an und war unter anderem von 2005 bis 2007 Vorsitzender der isländischen Delegation in der Parlamentarischen Versammlung des Europarates. Als Mitglied des Westnordischen Rats von 2003 bis 2005 war er Vorsitzender der isländischen Delegation und für die Periode 2004/2005 auch Vorsitzender des Rats.
Am 1. Dezember 2021 wurde Birgir Ármannsson zum Parlamentspräsidenten gewählt.